# Anosia keteus
Anosia keteus är en fjärilsart som beskrevs av Hagen 1898. Anosia keteus ingår i släktet Anosia och familjen praktfjärilar. Inga underarter finns listade i Catalogue of Life.